# Anif (zámek)
Vodní zámek Anif (německy Schloss Anif) stojí na břehu rybníka v rakouském městě Anif na jih od Salcburku. Nejznámější je jeho využití k natáčení několika filmů, například v The Sound of Music nebo Spis Odessa podle románu Fredericka Forsytha.

## Historie
Původ není bezpečně datován, nejstarší zmínka o hradu jménem Oberweiher umístěném v této lokalitě pochází z roku 1520. Vlastníkem byl šafář místního panství Lienhart Praunecker. Od roku 1530 je palác zmiňovaný jako pravidelný poplatník arcibiskupství v Salcburku. Touto cestou se dostal do rukou biskupů z Chiemsee po navrácení Johannu Ernstovi z Thunu v roce 1693, od tehdy je využíván jako biskupská letní residence. Když v roce 1816 Salcburk připadl Rakousku, palác i rybník přešly do soukromých rukou. Třebaže palác byl pronajat, uživatelé neprovedli žádnou přestavbu nebo obnovu chátrající budovy. To se změnilo, když majetek v roce 1837 koupil Alois, hrabě Arco-Stepperg. V letech 1838–1848 nechal přestavěl Anif Palace v novogotickém romantizujícím stylu, do současné podoby.
Po smrti hraběte v roce 1891 majetek připadl Sofii, která si vzala hraběte Ernsta z Moy de Sons a palác tak skončil ve vlastnictví tohoto starého francouzského šlechtického rodu. V roce 1918 palác přitáhl veřejnou účast, když jej král Ludvík III. Bavorský a jeho rodina využili při útěku před Listopadovou revolucí. V Deklaraci z Anif Ludvík III. odmítl abdikovat, nicméně vyvázal všechny vládní představitele, vojáky a úředníky z přísahy vůči sobě, protože nebyl schopen pokračovat ve vládnutí. Během druhé světové války zámek využíval Wehrmacht k ubytování, v roce 1945 jej vystřídaly americké vojenské jednotky.

## Současnost
Zámek je stále v soukromém vlastnictví rodiny z Moy de Sons, která jej nechala kompletně zrekonstruovat v letech 1995-2000, veřejnosti není však přístupný.